# 벨리키 루 국립자연공원

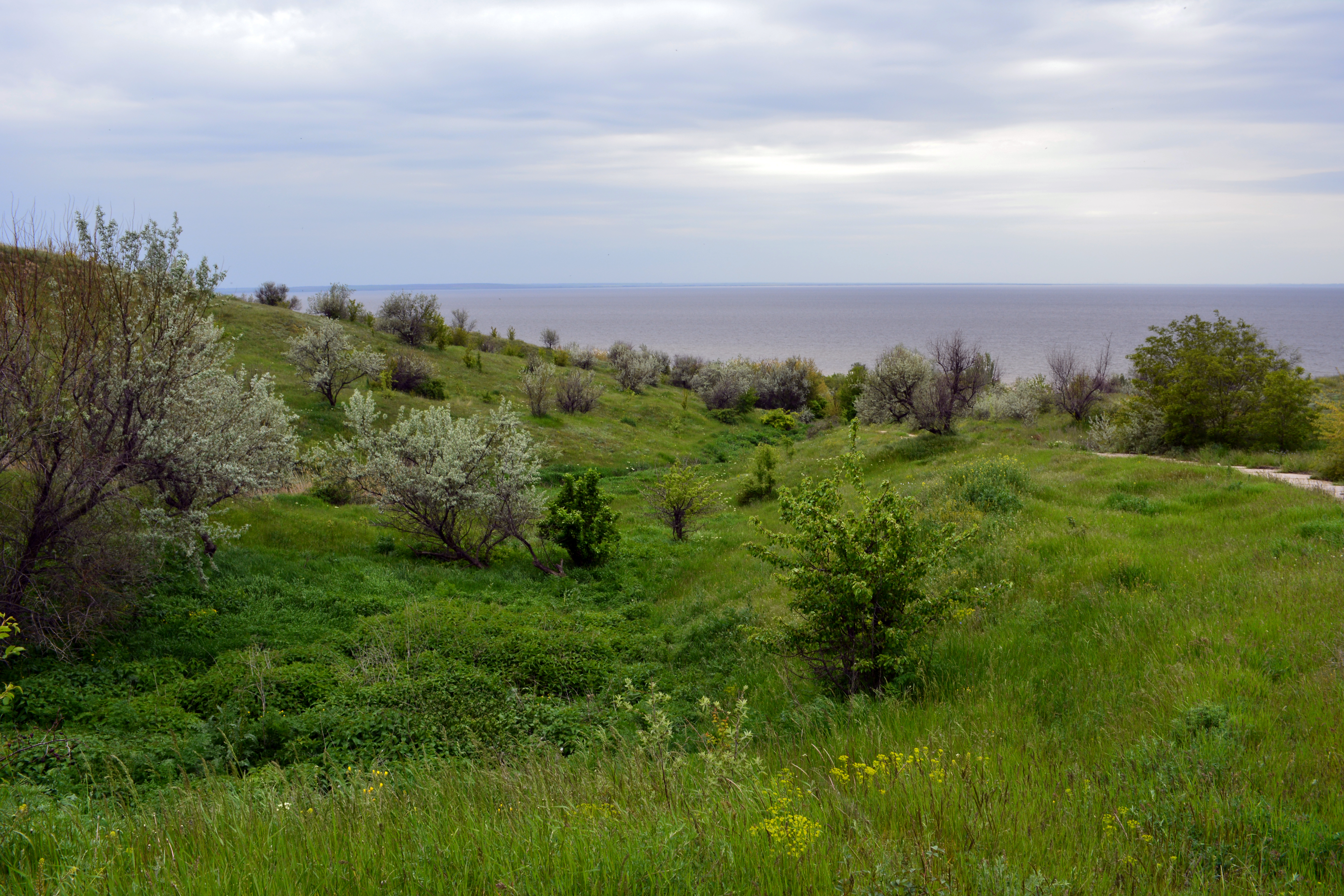

벨리키 루 국립자연공원(Grand Meadow National Nature Park, 우크라이나어: Великий Луг, Velykyi Luh)은 우크라이나 남동부의 역사적인 대초원 지형을 덮고 있다. 이곳은 드니프로 수력발전소에서 건설한 드니프로강의 카호우카호 남쪽 기슭에 있다. 해안의 초원과 갈대밭은 동유럽에서 가장 큰 새들의 이주 장소 중 하나이다. 이 공원은 자포리자주의 바실리브카 라이온(Vasylivka Raion) 행정 구역에 있다.

## 지형
공원은 대부분 드니프르 강 남쪽의 테라스 범람원에 위치해 있다. 역사적으로 "벨리키 루"로 알려진 테라스의 대부분은 저수지 생성으로 인해 침수되었기 때문에 공원의 영토는 대부분 해안을 따라 있는 능선과 해안 스트립이다. 공원의 생태학적 보호 지역 중 하나는 저수지 지류 중 하나의 하구 갈대밭과 대초원 숲의 높은 수준의 생물 다양성을 보유하고 있는 람사르 습지인 심 마이아키프 범람원이다.
이 유적지는 더 넓은 흑해 저지대 지역의 북서쪽에 위치하고 있다.
2023년 러시아의 우크라이나 침공 당시 카호우카 댐이 파괴된 뒤, 카호우카호의 배수로 공원이 완전히 말라 가뭄 우려가 높아졌다고 우크라이나 환경부가 보고했다.